# Jacek Kucaba

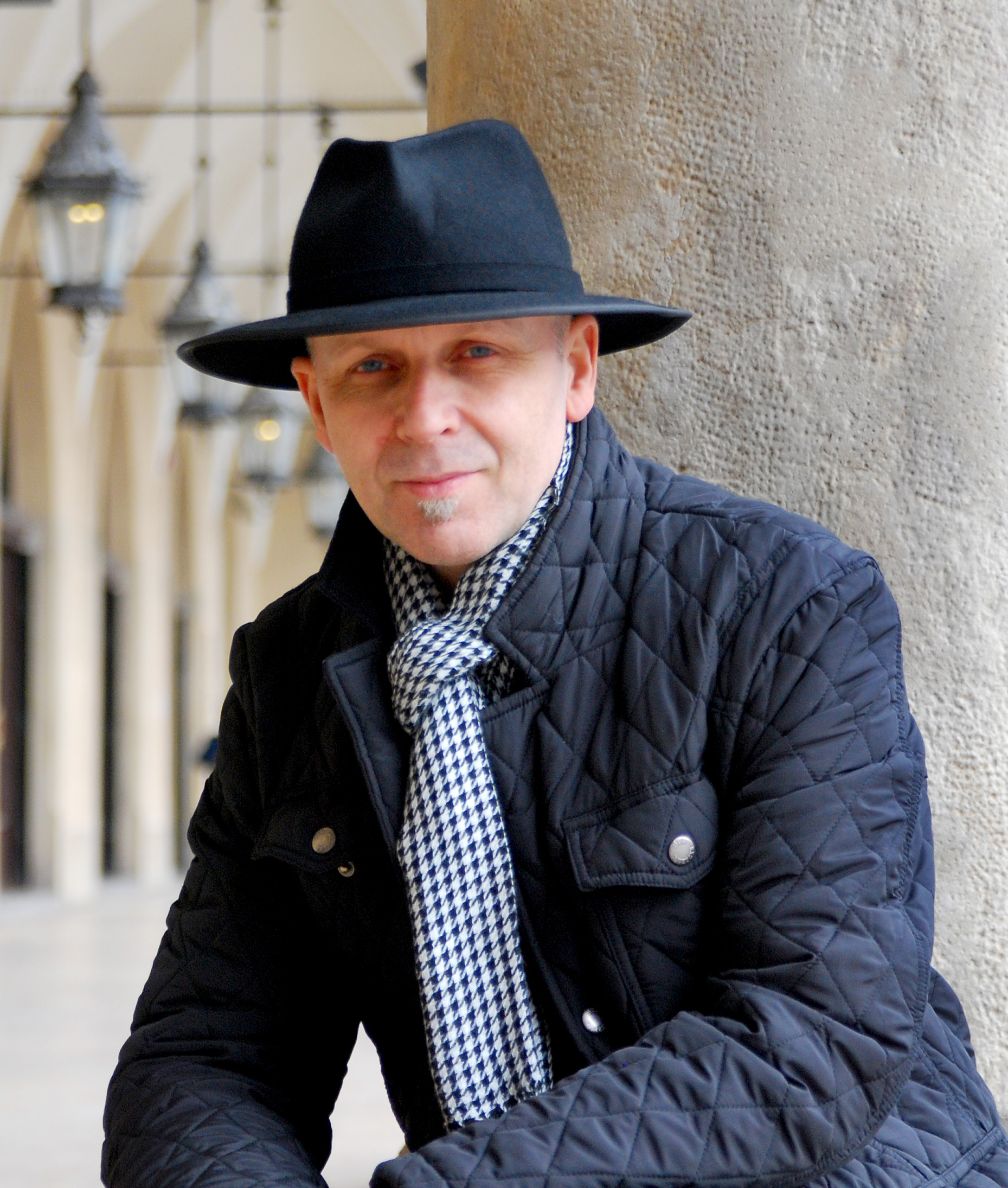
Jacek Kucaba (Kraków, 2013)

Jacek Andrzej Kucaba (ur. 25 lipca 1961 w Zagórzu) – polski rzeźbiarz, doktor habilitowany, profesor w zakresie sztuk plastycznych. W latach 2010–2014 prezes Związku Polskich Artystów Plastyków.

## Życiorys
W 1980 zdał egzamin dojrzałości w II Liceum Ogólnokształcącym im. Marii Skłodowskiej-Curie w Sanoku. W latach 1984–1990 studiował na Wydziale Rzeźby Akademii Sztuk Pięknych w Krakowie. W 1990 obronił dyplom w pracowni prof. Stefana Borzęckiego. Na tej samej uczelni w 2004 obronił pracę doktorską pt. „FILTR. Rzeźba w przestrzeni społecznej”. W 2011 na ASP uzyskał stopień doktora habilitowanego sztuk plastycznych w dyscyplinie artystycznej sztuki piękne, prezentując dzieło habilitacyjne pt. „Krzyknia. Emocja, która opisuje przestrzeń”. Postanowieniem prezydenta RP Andrzeja Dudy z 25 lutego 2019 otrzymał tytuł profesora w zakresie sztuk plastycznych.
W latach 2012–2015 był dyrektorem Instytutu Sztuki w Państwowej Wyższej Szkole Zawodowej w Tarnowie. Prowadzi Pracownię Rzeźby na Wydziale Malarstwa i Edukacji Artystycznej na ASP w Krakowie oraz Pracownię Rzeźby dla Wzornictwa i Grafiki projektowej w Instytucie Sztuki PWSZ w Tarnowie. Od 1991 prowadzi autorską pracownię artystyczną w Tarnowie. Jest założycielem grupy artystycznej Ruchome Święto, autorem realizowanych programów edukacji kulturalnej młodzieży „Szkoła latania” i „Targ słów”, a także ogólnopolskich i międzynarodowych projektów artystycznych „Pomniki Pojednania” i „Bałkany”. Od marca 2010 do października 2014 był prezesem Związku Polskich Artystów Plastyków.
Odznaczony Brązowym (2007) i Złotym (2020) Krzyżem Zasługi oraz Brązowym Medalem „Zasłużony Kulturze Gloria Artis” (2013).

## Niektóre realizacje
- pomnik Ignacego Daszyńskiego w Warszawie, wys. 4,5 m[6],
- pomnik papieża Jana Pawła II pod nazwą „Wstańcie – chodźmy” w Dębicy, wys. 6,5 m,
- pomnik papieża Jana Pawła II w Grodkowie koło Opola, wys. 3,8 m.,
- pomnik w kamieniu kardynała Stefana Wyszyńskiego w Bydgoszczy,
- kompozycja rzeźbiarska w bazylice w Bydgoszczy,
- realizacja w polichromowanym drewnie wielofiguralnej kompozycji rzeźbiarskiej w Nowym Sączu,
- 8-metrowy Milenijny Krzyż – rzeźba w Sopocie,
- pomnik Jana Pawła II tzw. „Łodzi Piotrowej III tysiąclecia” w Sopocie, o wymiarach 8m x 10m,
- trójfiguralna „Ławka poetów” w Tarnowie przy ulicy Wałowej[7],
- rzeźba „Akt lokacji” przed Urzędem Miasta w Dębicy,
- rzeźba FILTR w Krakowie,
- wielosegmentowy pomnik rzeźbiarsko-przestrzenny Kalwarii Bydgoskiej-Golgoty XX wieku wraz z monumentalną ścianą „Bramą do Nieba” o wymiarach 23m x 11m w Bydgoszczy,
- naturalnej wielkości pomnik Wojtka Belona w Busku-Zdroju.
- pomnik gen. Augusta Emila Fieldorfa przy kościele parafii św. Ojca Pio w Warszawie-Gocławiu (2010)[8].

## Wyróżnienia i nagrody
- wyróżnienie za projekt pomnika C. Goerdelera w międzynarodowym konkursie w Niemczech,
- wyróżnienie za rzeźbę w brązie na XII Międzynarodowym Biennale Dantesca w Rawennie we Włoszech,
- nagroda za projekt w Ogólnopolskim Konkursie na „Pomnik Ofiar Stalinizmu” w Tarnowie,
- nagroda za projekt w Ogólnopolskim Konkursie na pomnik „Golgota XX wieku” w Bydgoszczy,
- nagroda w ogólnopolskim konkursie na projekt rzeźbiarski pomnika Jana Pawła II w Zielonej Górze.